# Milicias de la CNT
Las milicias de la CNT, también llamadas milicias confederales, fueron un movimiento de milicia popular organizado durante la guerra civil española por las organizaciones dominantes del anarquismo de España: la Confederación Nacional del Trabajo (CNT) y la Federación Anarquista Ibérica (FAI). Estas milicias tuvieron un importante papel en la revolución social española de 1936. No fueron las únicas, ya que en esta revolución jugaron un papel menor (aunque importante en la guerra) otras milicias pertenecientes a otras organizaciones, partidos y sindicatos (como las del Partido Obrero de Unificación Marxista, las del Partido Sindicalista o las de la Unión General de Trabajadores (España) en varios lugares). Tras el golpe de Estado de julio de 1936 se formaron, en las zonas donde fracasó la sublevación, grupos armados de voluntarios civiles organizados por los partidos políticos y los sindicatos que se unieron a los restos de las unidades regulares del ejército y las fuerzas de seguridad estatales que permanecieron fieles a la República:

Durante el periodo de las milicias, la práctica desaparición de cualquier sector del ejército, fiel al gobierno y el fermento revolucionario que se estaba desarrollando por todo el país, fueron las causas de la rápida aparición de un improvisado ejército de voluntarios, dispuestos a terminar con los últimos reductos de los sublevados. Las estimaciones más ajustadas hablan de más de 100.000 milicianos en todo el país. La mitad de ellos pertenecían a los sindicatos de la CNT, 30.000 a la UGT, 10.000 al Partido Comunista, 5.000 al POUM (en su mayor parte, en Cataluña). A las milicias obreras se unió un contingente de 12.000 guardias de asalto, algunos centenares de guardias civiles, algunos miles de soldados y apenas 200 oficiales del antiguo ejército.
P. Broué, E. Témine, La révolution et la guerre d'Espagne, 1961

La formación típica de estas milicias fue la columna. Las fuerzas de ambos contendientes en la guerra (sublevados y republicanos) utilizaron esta formación durante los primeros compases de la guerra. Conforme iba avanzando la guerra las milicias se fueron transformando progresivamente en ejércitos compactos, coordinados y con un mando único. 

## Los Comités de Defensa de la CNT
El origen de las milicias de la CNT en la guerra civil española está en los Comités de Defensa. Estos comités eran la organización militar clandestina de la CNT, financiada por los sindicatos y su acción estaba subordinada a estos. Su antecedente histórico son los diferentes grupos de acción, como Los Solidarios, que lucharon contra el pistolerismo de la patronal entre 1917 y 1923.
Las funciones esenciales de los comités de defensa eran dos: armas e intendencia, en el sentido amplio de la palabra. Los comités de defensa podían considerarse como la continuidad, reorganización y extensión de los grupos de acción y autodefensa armada de los años del pistolerismo (1917-1923).
No fueron la única milicia clandestina existente durante la República. El Partido Comunista había formado las Milicias Antifascistas Obreras y Campesinas a partir de 1934. En el Bando Sublevado los Requetés (milicias carlistas) llegaron a organizar desfiles paramilitares en algunas ciudades, como en Sevilla el 15 de abril de 1934. Las fuerzas de la falange intentaron imitar la estrategia de la tensión utilizada por Mussolini en Italia. En tiempos de una gran violencia política casi todas las fuerzas políticas tenían milicias paramilitares.
Los Comités de Defensa fueron sustituidos, en agosto, por las Patrullas de Control que actuaban a las órdenes del Comité Central de Milicias Antifascistas de Cataluña. Los comités de defensa fueron reactivados en mayo de 1937.

## Comité Central de Milicias Antifascistas

Frente de Aragón.

El 19 de julio de 1936 en Barcelona, la guarnición militar contaba con unos seis mil hombres, frente a los casi dos mil de la guardia de asalto y los doscientos Mozos de Escuadra. La Guardia Civil, que nadie sabía con certeza por el lado que se decantaría, contaba con unos tres mil. La CNT-FAI disponía de unos veinte mil militantes (entre unos 200.000 afiliados), organizados en Comités de Defensa de Barriada. Se comprometía, en la comisión de enlace de la CNT con la Generalidad de Cataluña y los militares leales, a parar a los golpistas con sólo mil militantes armados.
Hubo una doble transformación de esos cuadros de defensa. La de las Milicias Populares, que definieron en los primeros días el frente de Aragón, instaurando la colectivización de las tierras en los pueblos aragoneses liberados; y la de los comités revolucionarios que, en cada barrio de Barcelona, y en cada pueblo de Cataluña, impusieron un "nuevo orden revolucionario". Su origen común en los cuadros de defensa hizo que milicias confederales y comités revolucionarios estuviesen siempre muy unidos e interrelacionados. Esos comités locales, en algunos pueblos, eran fruto de la relación de fuerzas existentes en cada localidad, y en ocasiones eran órganos meramente frentepopulistas, sin ninguna aspiración revolucionaria.
Los comités revolucionarios ejercían una importante tarea administrativa, muy variada, que iba desde la emisión de vales, bonos de comida, emisión de salvoconductos, pases, celebración de bodas, abastecimiento y mantenimiento de hospitales, hasta la incautación de alimentos, muebles y edificios, financiación de «escuelas modernas» y ateneos populares gestionados por las Juventudes Libertarias, pagos a milicianos, o a sus familiares, etcétera.
El 21 de julio, un Pleno de sindicatos Locales y Comarcales de la CNT renuncia a la toma del poder, entendida como "dictadura" de los líderes anarquistas, y no como imposición, coordinación y extensión del poder que los comités revolucionarios ya ejercían en la calle. Se decide aceptar la creación del Comité Central de Milicias Antifascistas de Cataluña (CCMA), un organismo en el que participaban todas las organizaciones antifascistas. 
A partir de este momento, es el CCMA y no la CNT-FAI quien dirige las operaciones militares en Cataluña y, desde allí, el frente de Aragón. El 24 parten las dos primeras columnas anarquistas, al mando de Durruti y Ortiz. En esos mismos días se formaron además columnas del PSUC y del POUM. En dos meses, el comité consiguió organizar a 20.000 milicianos que se repartían en un frente de 300 kilómetros. Los mencionados comités de defensa dejan de operar en Barcelona ya que, o bien sus miembros están en los comités de barriada organizando la revolución, o bien estaban en los frentes de guerra. Hasta mayo de 1937 permanecieron inactivos. 
Entre el 21 de julio y mediados de agosto de 1936 se constituyen las Patrullas de Control como "policía revolucionaria" dependiente del Comité Central de Milicias Antifascistas de Cataluña (CCMA). La mitad aproximada de los 700 patrulleros tenía carnet de la CNT, o eran de la FAI; la otra mitad estaba afiliada al resto de organizaciones componentes del CCMA: POUM, Esquerra Republicana de Cataluña (ERC) y PSUC, fundamentalmente. Sólo cuatro delegados de sección, sobre los once existentes, eran de la CNT: los de Pueblo Nuevo, Sants, San Andrés (llamado Armonía durante la guerra) y Clot; otros cuatro eran de ERC, tres del PSUC y ninguno del POUM. Las Patrullas de Control dependían del Comité de Investigación del CCMA, dirigido por Aurelio Fernández (FAI) y Salvador González (PSUC).
Lo que estaba ocurriendo en Barcelona tenía una importancia trascendental para la CNT de toda España ya que era en esta ciudad donde tenía más afiliados, sus mejores cuadros militantes, y su organización más potente y veterana. Era pues en Barcelona donde las decisiones que tomara la CNT iban a afectar el curso futuro de toda la CNT del país.

## Las columnas

### Origen de la columna como formación de combate popular
Las guerrillas castellanas de la Guerra de Sucesión Española (1701-1715) y la guerra de guerrillas en la frontera luso-extremeña entre 1641 y 1668 pudieron ser ejemplos tempranos de la utilización de columnas en conflictos armados. [cita requerida]

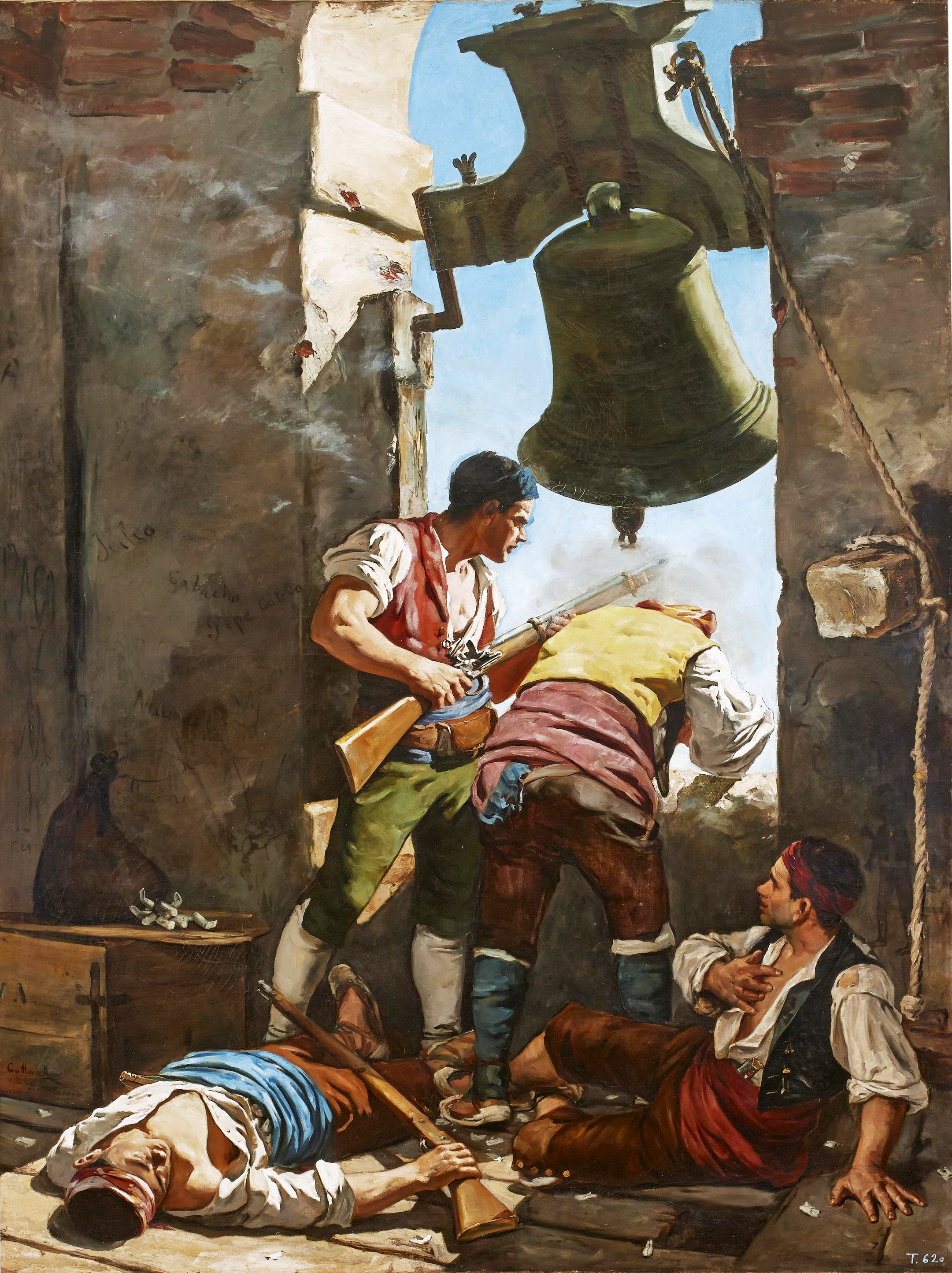
Defensa de la torre del convento de San Agustín, obra de César Álvarez Dumont, que muestra guerrilleros españoles combatiendo durante el asedio de Zaragoza en la Guerra de la Independencia Española.

Durante la Guerra de la Independencia Española se formaron columnas como conglomerados que agrupaban diversas fuerzas militares regulares o de civiles y servicios de una escala modesta. Las columnas por su movilidad y autonomía constituyeron una forma básica de organización para la guerra de guerrillas.
La milicia nacional las utilizó extensivamente a lo largo de su existencia en el siglo XIX.

### Origen de la columna como formación en la guerra civil

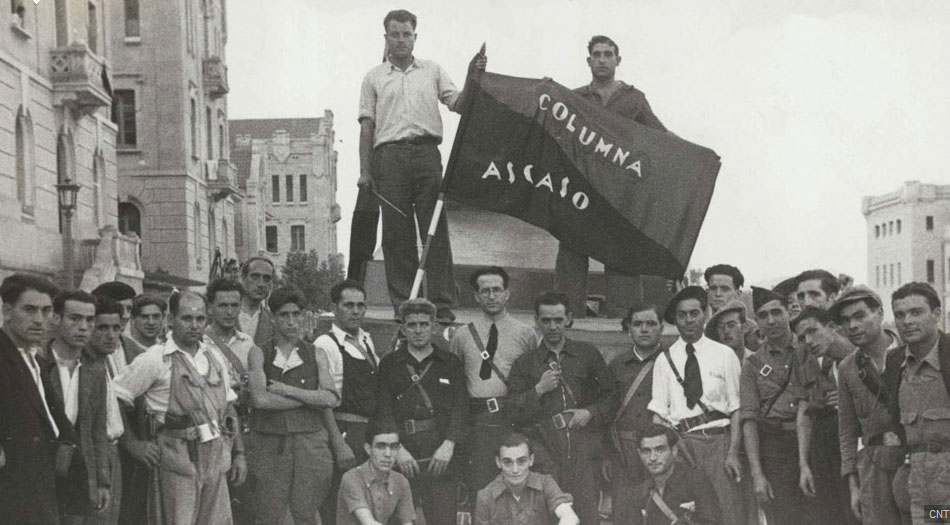
Milicianos anarquistas de la Columna Ascaso, antes de partir al Frente de Aragón en el verano de 1936.

En la guerra civil española surgen formaciones militares irregulares formadas por voluntarios armados mezclados en la mayor parte de los casos con soldados y otros integrantes de las fuerzas de seguridad del estado. Esta situación se da en los dos bandos. Por ejemplo, en el Bando sublevado las tropas de requetés, falangistas y militares se conformaron en columnas hasta mediados de septiembre cuando fueron reorganizadas en batallones y brigadas. 
En el Bando republicano igualmente se forman milicias desde los primeros días. Por ejemplo en Asturias los militantes socialistas formaron la llamada Columna Minera el día 18 de julio, que supuestamente llegaría a Madrid para contrarrestar el golpe de Estado en curso. Sin embargo, al llegar a Benavente, provincia de Zamora, dio la vuelta cuando se recibieron noticias de que los militares, al mando del coronel Aranda, se habían sublevado en Oviedo. También hubo otra Columna Minera que partió de Huelva que intentó sofocar el levantamiento en Sevilla. Fue traicionada por la Guardia Civil que le preparó una emboscada en Camas.

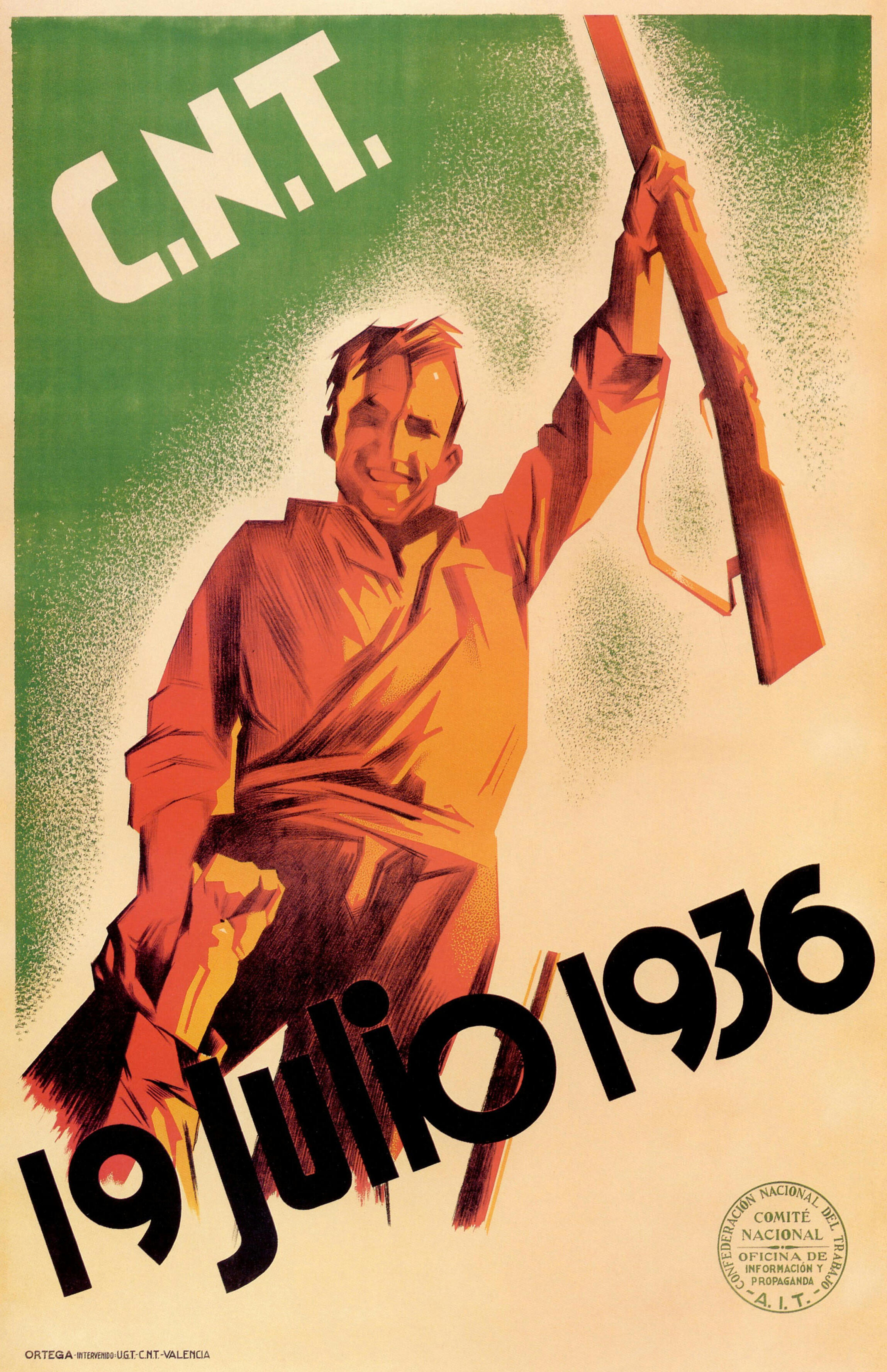
Póster propagandístico de la CNT, animando a combatir en la guerra civil española.

Otra columna con parecida suerte sería la que se organizó en Valencia a instancias de la Junta Delegada del Gobierno (representante del gobierno de la República en Valencia). Ésta entró en una disputa por el poder con el Comité Ejecutivo Popular, que gobernaba Valencia en los días posteriores al levantamiento, y con el comité de huelga UGT-CNT de Valencia. La Junta desoyó las advertencias de los otros dos organismos y envió a Teruel una columna de unos 500 guardias civiles y unos 200 milicianos voluntarios. Cuando se encontraban cerca de Teruel, los guardias ejecutaron a los milicianos y se pasaron al enemigo. Estos guardias constituyeron durante los primeros días la base militar de Teruel, hasta que recibieron refuerzos.
Para la liberación de Albacete, en principio controlada por la Guardia civil, salieron dos columnas de soldados, guardias de asalto y milicianos de Alicante, Cartagena y Murcia que rápidamente tomaron Almansa y Hellín. A lo largo de su trayecto se les iban uniendo milicianos y huidos de las localidades que controlaban los rebeldes. La mañana del 25 de julio confluyeron cerca de Albacete y con apoyo de la aviación se enfrentaron con los sublevados, conquistando la ciudad al anochecer.
En el caos de los primeros días de guerra también habría que situar una columna enviada por las autoridades militares de San Sebastián, que luego se sublevaría. Esta parte el día 21 por la mañana, a las órdenes del comandante Pérez Garmendia, hacia Vitoria con la intención de tomarla. La columna recibe la noticia de la sublevación de la guarnición donostiarra en Mondragón. Ante la situación creada, Pérez Garmendia decide suspender el avance sobre la capital alavesa y regresar a Éibar, a donde vuelve con los 30 guardias civiles del puesto de Mondragón y un alférez del mismo cuerpo. En la villa se concentran las autoridades de la provincia con el gobernador civil al frente. A éste le acompaña el teniente coronel Bengoa, máximo responsable de la Guardia Civil en el Territorio. 
En Éibar se organiza la marcha para reconquistar San Sebastián. Para ello, proveniente de Bilbao, llega una columna de refuerzo al mando del alférez de la Guardia de Asalto Justo Rodríguez Ribas, formada por: «tres coches blindados con 23 fusileros; dos autobuses con 44 fusileros; un coche mortero de asalto con cuatro guardias, otro coche de asalto con 30 guardias y varios vehículos con 57 fusileros con dinamita; una ambulancia sanitaria con cuatro enfermeros, un médico un conductor y dos practicantes de Asalto. Llevaban también un coche de enlace, servido por cuatro milicianos. En total se componía la columna de 166 hombres municionados con granadas, morteros, cajas de proyectiles y abundante dinamita».
Se puede decir que hasta octubre de 1936 las milicias de ambos bandos eran columnas comandadas por militares o bien por conocidos militantes de partidos y sindicatos afectos a cualquiera de los dos bandos. En el Bando republicano a los militares se les solía adjuntar un militante de izquierdas a modo de Comisario político debido a la gran desconfianza que generaban los militares españoles durante los primeros meses de la guerra. La función del comisariado político era doble, por un lado tratando de mantener alta la moral de las tropas, y por el otro vigilando las acciones de los elementos militares.

### Organización
Las columnas de los anarquistas se organizaban bajo principios asamblearios y las decisiones se tomaban a través de la democracia directa, evitándose de esta forma las jerarquías de mando. Las milicias del POUM —un partido marxista revolucionario marcadamente antiestalinista y que a lo largo de la guerra se fue convirtiendo en aliado táctico de los anarquistas— se organizaban de una forma semejante.
Hay que hacer notar que muchos de los líderes anarquistas en la guerra habían sido comprometidos antimilitaristas, llegando incluso (por ejemplo, Durruti) a tener que huir del país para no hacer el Servicio Militar. Este antimilitarismo impregnaba el discurso de muchos grupos anarquistas, y sin embargo contrastaba con el espíritu revolucionario que igualmente se desprendía del anarquismo ibérico. 
La unidad de combate más sencilla eran veinticinco individuos que formaban un grupo o pelotón, con un delegado de grupo elegido por democracia directa y revocable en todo momento. Cuatro grupos formaban una centuria con un delegado de centuria y cinco centurias una agrupación o batallón con su correspondiente delegado. La suma de las agrupaciones existentes daba lugar a la columna.
Un comité de guerra asesorado por un consejo técnico-militar coordinaba las operaciones de la columna. Al frente del comité de guerra se encontraba el delegado general de la columna. Todos los delegados de todos los escalafones carecían de privilegios y de mando jerárquico.
Abel Paz, cuenta en Durruti en la Revolución española como era la organización de la Columna Durruti:

Comité de Guerra. Durruti, Ricardo Rionda, Miguel Yoldi, Antonio Carreño y Luis Ruano. Unidad mayor, la Agrupación, compuesta de 5 Centurias de a cien hombres, repartidos en cuatro grupos de veinticinco. Cada una de estas unidades tenía a su frente un delegado nombrado por la base, y revocable a cada momento. La responsabilidad representativa no confería privilegio ni jerarquía de mando.

Consejo Técnico-militar. Estaba constituido por los militares (oficiales) que había en la Columna. Su representante era el comandante Pérez Farras, y la misión de este consejo era asesorar al Comité de Guerra. No disponía de privilegio alguno ni jerarquía de mando.
Grupos Autónomos. El Grupo Internacional (franceses, alemanes, italianos, marroquíes, ingleses y americanos) , que llegó a contar con unos 400 hombres. Su delegado general, enlazando con el Comité de Guerra, era el capitán de artillería francés llamado Berthomieu, que morirá en septiembre en una acción de guerra.
Grupos Guerrilleros. Misión línea enemiga. Los formaban: 'Los Hijos de la Noche', 'La Banda Negra', 'Los Dinamiteros', 'Los Metalúrgicos' y otros.
Abel Paz

El consejo técnico-militar de la Columna Durruti fue al principio el comandante Pérez Farràs pero fue rápidamente sustituido por el sargento José Manzana. El delegado del Grupo Internacional se llamaba Louis Berthomieu, y morirá el 16 de octubre en la batalla de Perdiguera. Los grupos o pelotones eran flexibles pudiendo variar el número de milicianos encuadrados en ellos y por lo tanto la cantidad de grupos incluidos en cada centuria: 

La unidad básica era el grupo, formado generalmente por diez hombres; cada grupo elegía un delegado, cuyas funciones eran parecidas a las de un suboficial del grado más bajo, pero sin la autoridad equivalente. Diez grupos formaban una centuria, que también elegía su propio delegado, y cierto número de centurias formaba una columna, a cuya cabeza había un comité de guerra.
Carlos Semprún-Maura

El sistema favorecía la rápida formación de unidades:

En La Serrada se apean los hombres de los camiones. Mora habla brevemente a los compañeros. Luego, de acuerdo con los delegados, del Comité de Defensa, ordena la formación de grupos, centurias y batallones: 'Cada veinte hombres formarán un pelotón que eligirá un delegado. Cinco pelotones forman una centuria. Cinco centurias un batallón...'

Las centurias se componían de alrededor de cien individuos.

### Columnas célebres
No queriendo restar protagonismo a las columnas del PSUC (la «columna Trueba-Del Barrio», más tarde conocida «Carlos Marx»), a las de ERC («Macià-Companys») o las del POUM («Rovira», más tarde conocida «Lenin»; y columna «Maurín»), en Aragón; en el frente de Teruel las columnas «Peire», «Fernández Bujanda» (cuyo líder Hilario Fernández Bujanda fue asesinado por los guardias civiles de la columna, que se pasaron al enemigo) y «Eixea-Uribe» (con milicias de la UGT y del PCE); y otras en otros frentes, nos centraremos en las columnas organizadas por la CNT, que es el objeto de este artículo. 
Las columnas más famosas de la CNT fueron las que salieron desde Barcelona para conquistar Zaragoza y Huesca. Como hemos dicho arriba, es lógico que sean las más conocidas, ya que eran las más numerosas, las que estaban dirigidas por militantes anarquistas conocidos (Durruti, Jover, Ortiz...), las que incluyeron a los primeros grupos de combatientes extranjeros (que enviaban informes difundidos en el extranjero o escribían reportajes en periódicos internacionales) y que al ser disueltas en el ejército republicano pasaron a ser dirigidas por anarquistas hasta el final de la guerra.
En su intento de tomar estas dos ciudades establecieron el llamado frente de Aragón. En general se establecieron cuatro columnas principales de la CNT, la columna «Durruti», la «Sur-Ebro» (o columna «Ortiz»), la columna «Ascaso» y la columna «Aguiluchos». Al margen de éstas existían bastantes grupos de milicias confederales en Aragón (ya fueran aragoneses o milicias llegadas desde Cataluña), que terminaron confluyendo en estas cuatro columnas. El frente contaba a primeros de septiembre de 1936, con alrededor de 20.000 combatientes, siendo 13.000 los pertenecientes a la CNT. Las columnas de Barcelona y Lérida se dirigirán principalmente hacia Huesca y Zaragoza y las valencianas hacia Teruel, asediando las tres capitales provinciales reiteradamente. También en septiembre rodeaban Teruel unos 8.500 combatientes, casi 5.000 de la CNT. 
- Columna Durruti

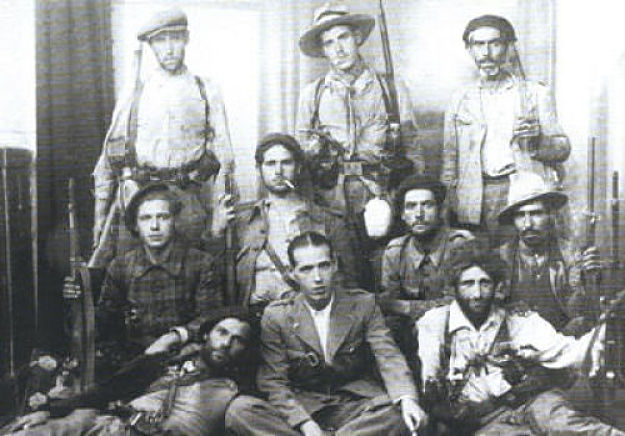
Milicianos de la Columna Durruti (verano de 1936).

La Columna Durruti salió de Barcelona el 24 de julio de 1936, formada por unos 2500 milicianos, y se dirigió directamente hacia Zaragoza, teniendo como objetivo la recuperación de la ciudad. Llegó a escasamente 22 kilómetros de la ciudad. A partir de ese momento la columna quedó con escasos suministros y no pudo lanzar un nuevo ataque, por lo que se dedicó a la consolidación del frente defensivo, así como a tareas de propagar y construir la revolución por tierras de Aragón. Instaló su cuartel general en la localidad de Bujaraloz, Zaragoza.

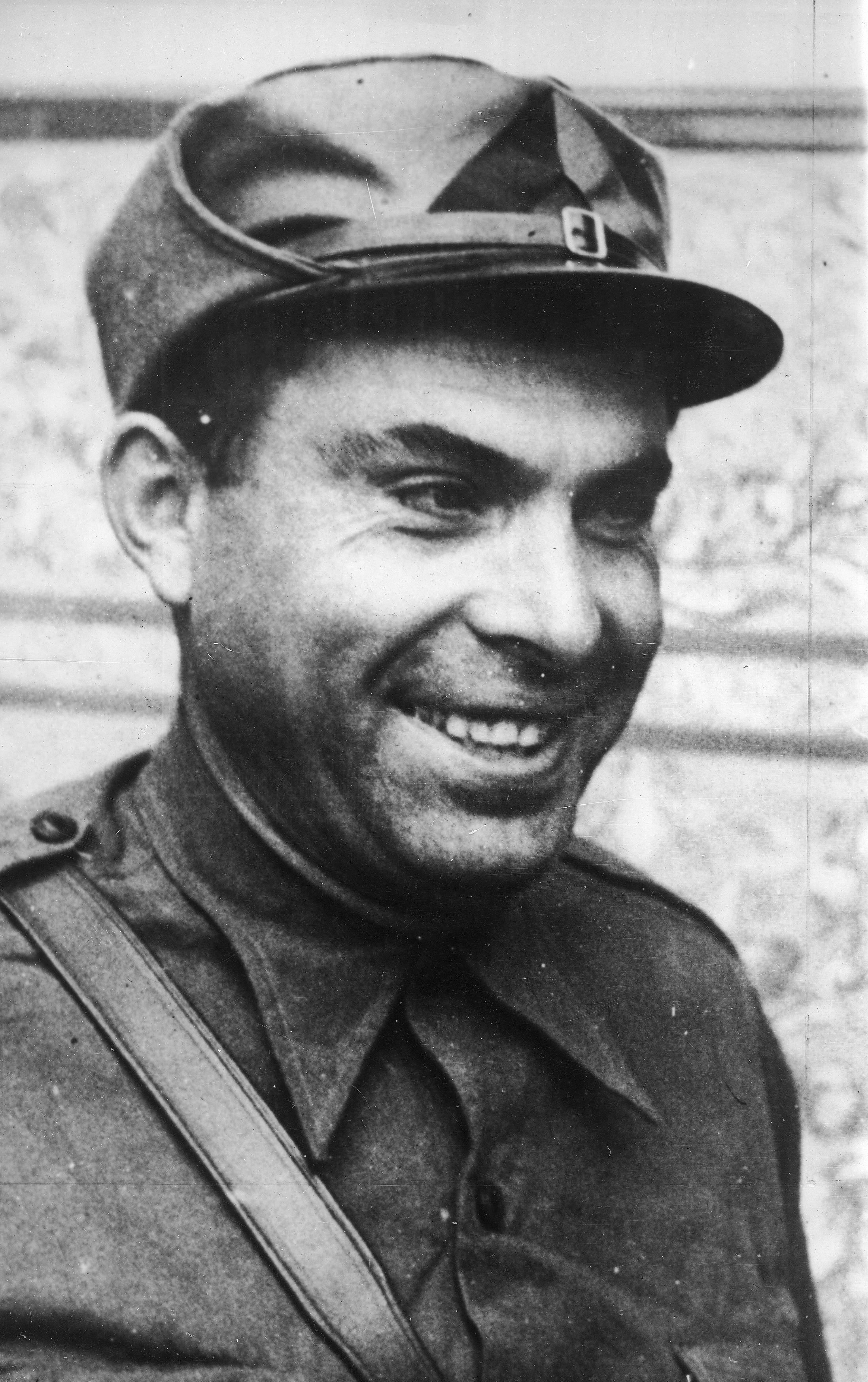
Fotografía de Buenaventura Durruti, uno de los revolucionarios anarquistas más conocidos. Su muerte en circunstancias poco claras supuso un duro golpe para las milicias.

En noviembre Durruti fue llamado para colaborar en la defensa de Madrid, pero no se le permitió llevarse más que a una parte de la columna (unos 1.400 sobre más de 6.000 milicianos que tenía la columna entonces). Finalmente la columna resultó diezmada en Madrid, en la Batalla de la Ciudad Universitaria de Madrid, y Durruti murió allí por un disparo a quemarropa de origen desconocido el 20 de noviembre. Le sustituyó al frente de la Columna Durruti en Madrid Ricardo Sanz. En Aragón, la columna estaba mandada por Lucio Ruano. Más tarde, en enero de 1937, el nuevo delegado general de la columna en Aragón José Manzana acabó aceptando la militarización de la misma, convirtiéndose así en la 26.ª División republicana (constituida por las Brigadas Mixtas números 119.ª, 120.ª y 121.ª). Ricardo Sanz tomó el mando de toda la columna en abril de 1937. Esta división combatió en la batalla de Belchite y en la defensa de Cataluña en enero de 1939.
- Columna Sur-Ebro

La columna "Sur-Ebro", estaba dirigida por el ebanista Antonio Ortiz Ramírez (miembro del grupo «Nosotros» al igual que Durruti o García Oliver), con el teniente coronel de Infantería Fernando Salavera como consejero militar. Salió de Barcelona el 24 de julio de 1936 por tren y carretera, con unos 800 hombres al principio, aunque llegarían pronto a ser 2.000, bastantes de los cuales eran soldados del Regimiento n.º 34. La columna participaría en la toma de Caspe, dominada por una compañía de la Guardia Civil y unos 200 falangistas aragoneses, bajo el mando del capitán Negrete. 
A la columna se le fueron incorporando diversar unidades. Entre ellas, a primeros de septiembre, se le agregó la pequeña columna Carod-Ferrer, que acababa de ocupar el pueblo natal de Goya, Fuendetodos, y se parapetó ante Villanueva de Huerva. Junto a este grupo se encontraba también otra partida, la columna Hilario-Zamora, que como jefe civil dirigía el anarquista Hilario Esteban y como jefe militar el capitán de infantería del regimiento de Almansa 15 Sebastián Zamora, junto al capitán Santiago López Oliver. Esta columna procedía de Lérida. Estos dos grupos acabaron por unificarse con la Columna "Ortiz". Lo que también hicieron poco después los 650 soldados llegados de Tarragona, al mando del coronel Martínez Peñalver. Recibirían también refuerzos de algunas milicias valencianas.
De la Columna Sur-Ebro se formó, tras la militarización, la 25.ª División republicana, con las brigadas mixtas 116.ª, 117.ª y 118.ª. El General Pozas, jefe del Ejército del Este, decidió retirarle el mando a Ortiz de la 25.ª división, y situó en su lugar a García Vivancos en el verano de 1937 después de las batallas de Belchite (23 de agosto - 6 de septiembre) y Fuentes de Ebro, donde encontró que Antonio Ortiz era "poco cooperativo".
- Columna Ascaso

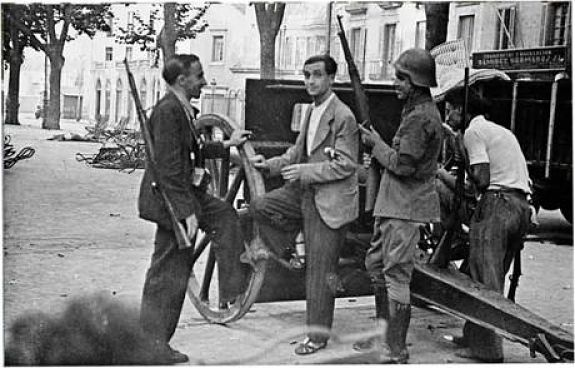
Francisco Ascaso dirigiendo milicianos durante la Guerra Civil.

Tercera columna anarcosindicalista organizada en Barcelona con 2.000 milicianos que partieron desde Barcelona al frente de Aragón el 25 de julio de 1936. Algo mejor armada que las dos anteriores, contaba con 4 o 6 ametralladoras y 3 o 4 camiones blindados («tiznaos») transformados en una metalúrgica de Gavà. A la columna Ascaso se incorporaron los grupos internacionales «Giustizia e Libertá» y el "Batallón de la Muerte o Centuria Malatesta". Estaba situada en el sector de Huesca, y la dirigían entre Cristóbal Alvaldetrecu, Gregorio Jover y Domingo Ascaso. Asesor militar: Capitán Tortosa.
Tras la militarización, la columna se convirtió en la 28.ª División republicana. Tenía las brigadas 125.ª, 126.ª y 127.ª y estaba a cargo de Gregorio Jover.
A la columna Ascaso se le atribuye la autoría de la matanza de religiosos de Barbastro.
- Columna Los Aguiluchos

La Columna Los Aguiluchos de la FAI fue la última de las grandes columnas anarcosindicalistas catalanas. Posteriormente saldrían más milicias de Cataluña, pero ya no lo harían en forma de columna sino de unidades de refuerzo de las columnas existentes. En realidad se había previsto que esta columna fuera una unidad grande —de unos 10 000 combatientes— pero finalmente acabó siendo un refuerzo de la Ascaso —con unos 1.500 milicianos y 200 milicianas— y pasó a ser una columna autónoma. Organizada en los cuarteles Bakunin de Barcelona, fue enviada al frente de Huesca (su cuartel general estaba en Grañén) el 28 de agosto. Salieron al frente de la columna García Oliver y García Vivancos con el capitán José Guarner como consejero militar. Ya en septiembre su jefe, García Vivancos, estaba de acuerdo con la militarización de la columna. Posteriormente se tuvo que enviar un grupo a casa debido a su oposición a militarizarse. La columna se convirtió en la 125.ª Brigada Mixta y participó en las batallas de Belchite y Fuentes del Ebro, así como en la defensa de Cataluña, pasando a Francia tras la derrota.
- Columna de Hierro

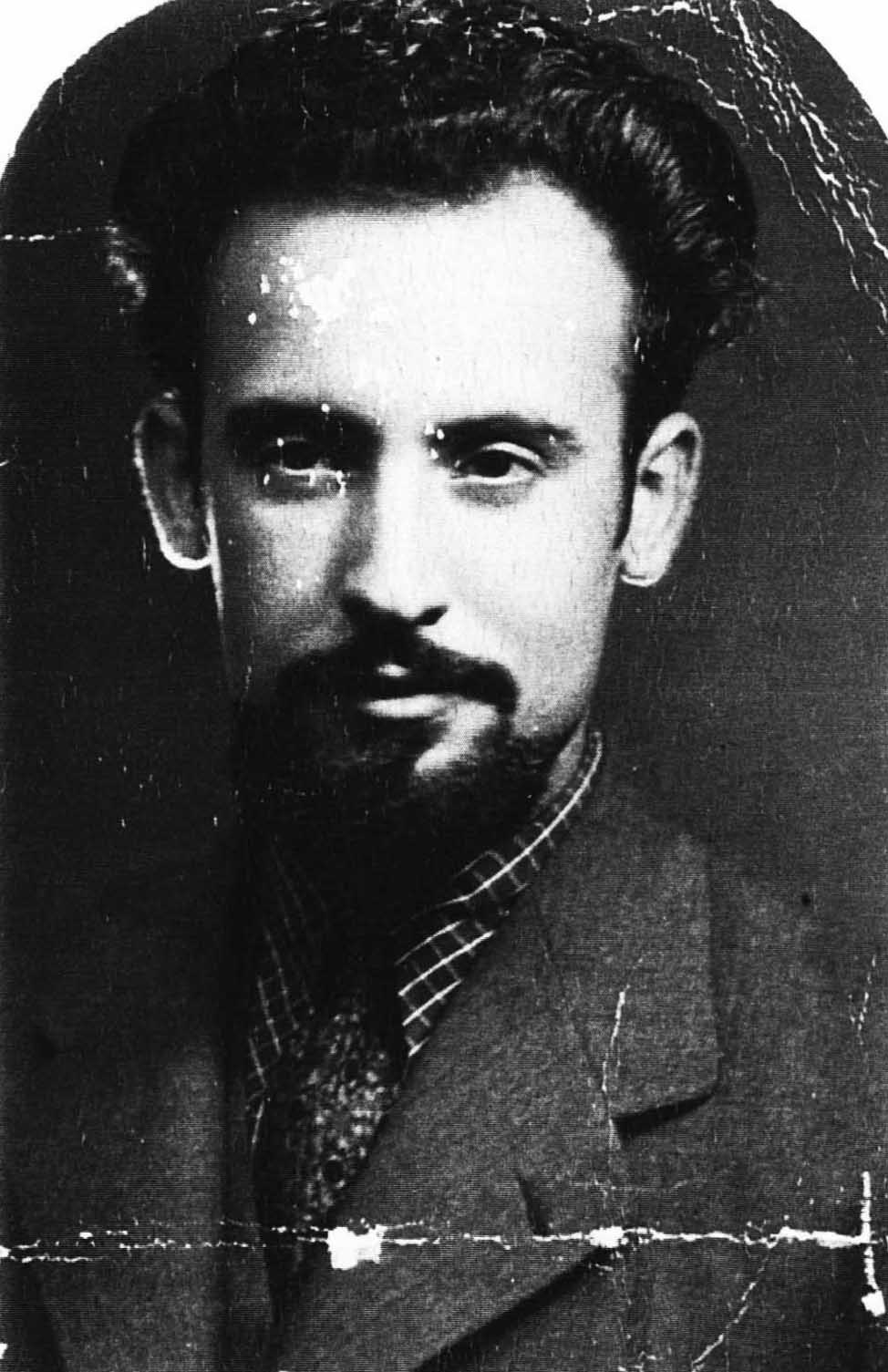
Fotografía del revolucionario José Pellicer Gandía, fundador de la Columna de Hierro.

Bandera de las Brigadas Internacionales de la Columna de Hierro.

Columna que partió de Valencia con la intención de tomar Teruel, en poder de los nacionales. Partió el 7-8 de agosto de 1936 con unos 800 milicianos en dos grupos. A finales del mes de agosto tenía ya unos 1600, y en septiembre cerca de 3.000. Sin embargo en la retaguardia contaba con un fuerte grupo de partidarios de hasta 20.000 hombres y mujeres que estaban en lista de espera para incorporarse.
Fue una de las columnas más famosas, en parte por las acusaciones que recibió de cometer todo tipo de desmanes y excesos. Tras ser militarizada se convertiría en la 83.ª Brigada Mixta del Ejército republicano.

### Otras Columnas
- Columna Roja y Negra. Columna catalana formada por milicianos que habían tomado parte en el desembarco a Mallorca. Se asignó al sector de Huesca del frente de Aragón a donde llegó en septiembre. La comandaba el sindicalista García Prada y el capitán Giménez Pajarero. Esta columna quedaría pronto subordinada a la columna Aguiluchos. Daría pie a la formación de la 127.ª Brigada Mixta del EPR.

- Columna Tierra y Libertad. Justo después de la Columna catalana «Libertad» del PSUC, que fue a Madrid a mediados de octubre de 1936, saldría la columna «Tierra y Libertad» con mil quinientos voluntarios. Fue organizada a iniciativa de Federica Montseny y por Diego Abad de Santillán. Su delegado fue el portugués Germinal de Souza. La columna libertaria se formó con voluntarios procedentes de la malograda expedición a Mallorca. Sin embargo, al parecer, la columna se formó a espaldas del Comité Central de Milicias. Al parecer y según el testimonio de García Oliver, la formación de esta columna fue motivo de roces y de enfrentamientos entre los dirigentes de la CNT en el Comité Central de Milicias. Junto con la columna de Hierro, Tierra y Libertad votaría en contra de la militarización. Tras militarizarse, la columna dio pie a la 153.ª Brigada Mixta.

- Columna Torres-Benedito. Fue una columna valenciana comandada por el coronel Jesús Velasco Echave, desplegada desde Muletón hasta Valdecebro. Estaba compuesta por fuerzas regulares (soldados), alrededor de 800 hombres; los milicianos constituían unos 1.800 hombres; total 2.600 efectivos huanos. En el invierno de 1936-1937 se transformó en la 81.ª Brigada Mixta.

- Columna Iberia. Otra columna de Valencia creada en septiembre a instancias de la FAI de Levante. Se uniría al resto de columnas en el frente de Teruel. Fue considerada una columna de choque. Durante la militarización quedó a disposición de los mandos del frente de Teruel. De su militarización surgió la 81.ª Brigada Mixta, empleándose también algunos de sus efectivos para la formación de la 94.ª Brigada Mixta.

- Columna CNT 13. Otra columna de Valencia también creada en septiembre. Sería dirigida por el cenetista Santiago Tronchoni y tendría 900 milicianos. A finales de noviembre ya tendría unos 1200 milicianos. Fue transformada en el batallón «Élite».

- Columna Temple y Rebeldía. Otra columna de Valencia que se serviría para tapar huecos en la línea de frente, en Teruel. Fue la primera columna confederal levantina en ser militarizada sin haber entrado nunca en combate. Se dividiría en 2 batallones, uno destinado a la XIII Brigada Internacional, y el otro quedaría en espera de destino. Sería el batallón 335 adscrito a la 84.ª Brigada Mixta.

- Primera Columna confederal, también llamada «Confederal n.º 2». Columna valenciana de unos 1500 milicianos que sustituiría a la Columna de Hierro en el frente (con sus armas) cuando ésta fue retirada del frente para descansar y reorganizarse en la primera quincena de marzo de 1937. El 1 de abril, se transformó en la 82.ª Brigada Mixta.

- Columna Maroto. Columna confederal que salió de Alicante con destino Granada. Contó con unos 600 milicianos al principio, creciendo hasta 1200 en octubre. Su delegado era el granadino Francisco Maroto del Ojo. La columna se convertiría en la 147.ª Brigada Mixta.

- Columna Andalucía-Extremadura. Esta columna salió desde Madrid. Fue organizada sobre la base de milicianos andaluces y extremeños de distintas unidades que combatieron en julio y en agosto y que en septiembre de 1936 estaban desorganizados. Combatió, como su nombre indica, en los frentes de Extremadura y Córdoba-Jaén. Tuvo más de 4.000 milicianos hacia noviembre de 1936. A comienzos de 1937 la columna se transformó en la 88.ª Brigada Mixta.

- Columna CEFA. CEFA viene de «Confederación Española de Federaciones Anarquistas». Organizada por grupos anarquistas de Málaga. Sería dirigida por capitán Hipólito y el propagandista granadino Morales Guzmán.

- Columna España Libre. La Columna España Libre sería al principio (XI-1936) el «Batallón España Libre» de la Columna CNT de Cipriano Mera en Madrid que luego se cuadruplica en 4 Batallones CNT de Alicante y Murcia (los N.ª 1 a 4) en las columnas del teniente coronel Arturo Mena y del comandante Del Rosal en la zona Centro y Guadalajara, siendo ya así denominada "Columna España Libre" (Jefe Gabriel Venegas; Técnico Militar, comandante de ingenieros José Sánchez Rodríguez). En octubre de 1936 contaba con unos 1.236 hombres y en diciembre ya eran 2.215. Sería adjudicada a la Columna Prada del E.P.R. en la defensa de Madrid. En noviembre de 1936 detiene en Tarancón a los ministros republicanos que partían hacia Valencia. Siguieron su camino gracias a la intervención de Cipriano Mera. Fue encuadrada en la 70.ª Brigada Mixta.

- Columna del Rosal. Esta columna estaba compuesta por el Batallón Mora, el Batallón Ferrer, el Batallón Orobón Fernández, el Batallón Juvenil Libertario, y 8 centurias de la Columna Tierra y Libertad (milicianos catalanes que lucharon en el Centro). Algunos batallones se integraron en la 39.ª Brigada Mixta. Estaba a cargo del coronel republicano Francisco del Rosal Rico, aunque iban también a cargo los cenetistas Cipriano Mera y Eusebio Sanz. Esta brigada se integraría en la 14.ª División. De la columna salieron también las brigadas 59.ª, 60.ª y 61.ª, que juntas formaron la 42.ª División.

## Batallones de la CNT
Como se puede ir observando las milicias de la CNT funcionaron en forma de columnas sobre todo en Cataluña y en Valencia. En estos casos para operar mejor se subdividían en Agrupaciones o Divisiones, que equivalían a los batallones en Aragón y en Valencia respectivamente. Cuando llegó la militarización de las columnas primero pasaron a ser Brigadas Mixtas, y las catalanas, que eran más numerosas, directamente Divisiones.

### Frentes del Centro

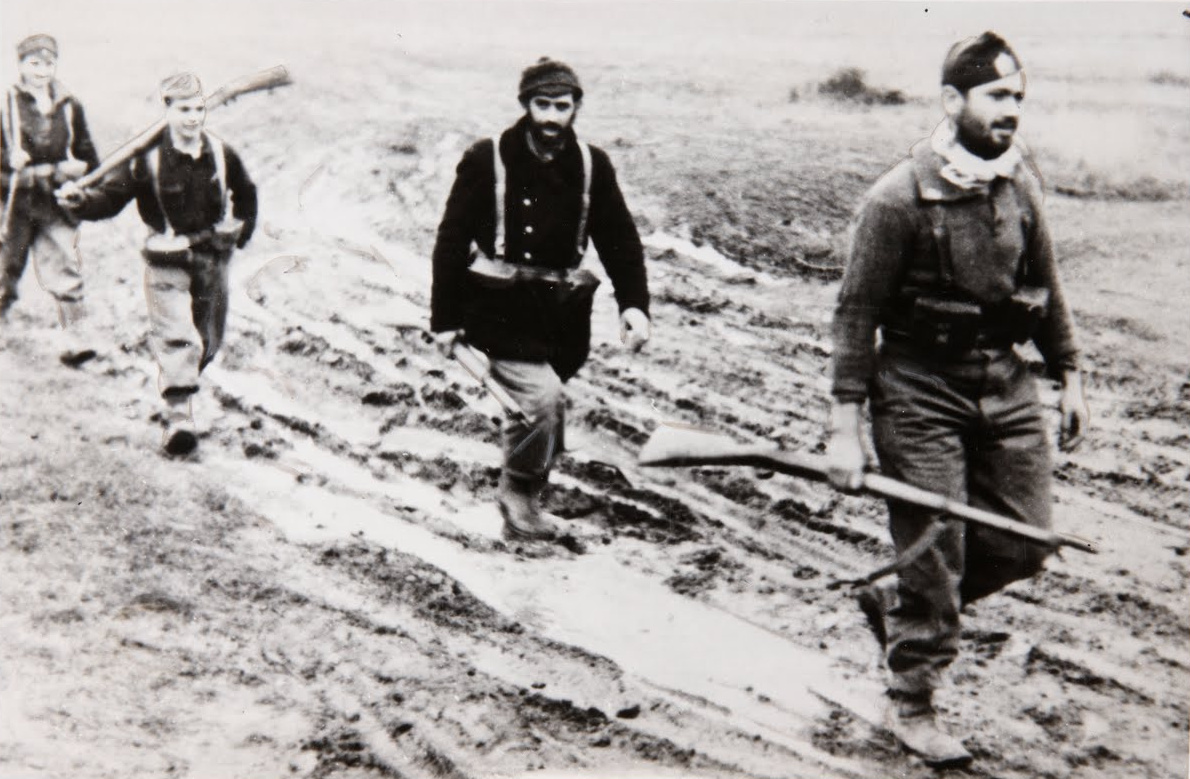
Milicianos durante la Batalla de Teruel.

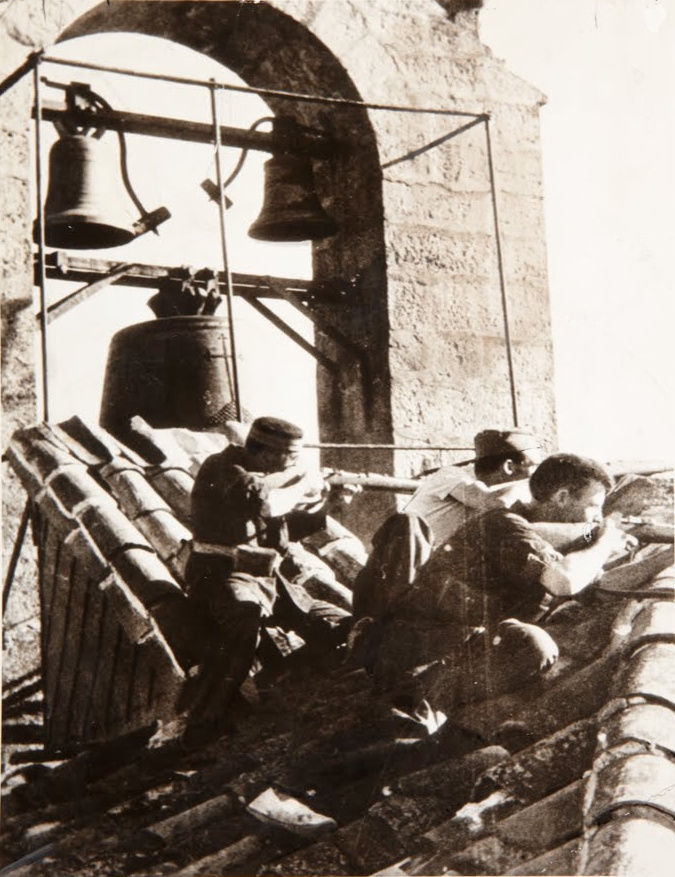
Milicianos combatiendo desde el tejado de una iglesia en Sigüenza, Guadalajara.

En otras zonas la forma de organización de las milicias tomó la de los batallones. Entre las columnas madrileñas ya hemos visto que existían varios batallones como el «España Libre», los batallones «Espartacus» (cuatro batallones con milicianos cenetistas llegados desde Alicante, Murcia y Cartagena; formarían la 77.ª Brigada Mixta), los batallones madrileños «Mora», «Ferrer», «Orobón Fernández», «Juvenil Libertario» o los batallones «Sigüenza» y «Toledo», que combatían en ambas localidades. Además los cenetistas a título individual a menudo integrarían otras columnas republicanas, como la Columna Mangada que contaba con numerosos cenetistas. La CNT del Centro llegó a organizar hasta 23.000 milicianos en diciembre de 1936, rivalizando con los números del Quinto Regimiento.

### Frentes del Sur
En Extremadura se formaría el Batallón Pío Sopena, a las órdenes de Olegario Pachón. En Bujalance, Córdoba, se organiza a finales de septiembre la Columna Andalucía-Extremadura a partir de los restos de las diferentes centurias y columnas milicianas de la CNT andaluza como la 
«Centuria de los Gavilanes» de Bujalance, el Batallón «Arcas» y el Batallón «Zimmerman» de Sevilla, el Batallón «Pancho Villa» procedente de Jaén, Castro del Río y Baena, el «Batallón de Alcoy» creado por milicianos levantinos que ya habían operado en la fallida toma Córdoba el 20 de agosto de 1936 y posteriormente en Cerro Muriano; el Batallón «Fermín Salvochea» formado el 20 de agosto en Almodóvar del Río cuyos miembros eran de esta localidad y de Villaviciosa. Estará a cargo de los hermanos Juan, Francisco y Sebastián Rodríguez Muñoz llamados «Los Jubiles», anarquistas de Bujalance. 
En Málaga también hubo batallones cenetistas. Fueron los batallones «Juan Arcas», «Pedro López», «Ascaso n.º 1», «Ascaso n.º 2», «Raya», «Makhno», «Andrés Naranjo», «Sebastian Fauré», «Libertad» y «Fermín Salvochea». En este frente predominaron siempre los cenetistas.

### Frentes del Norte

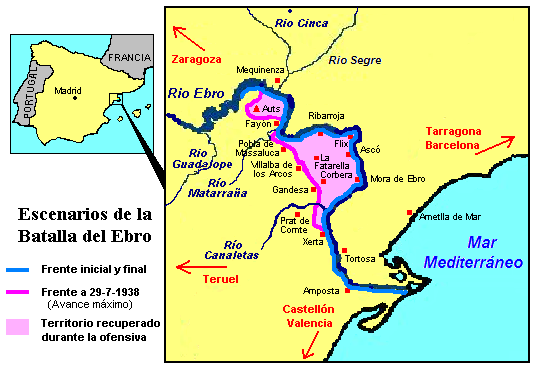
Mapa de la Batalla del Ebro.

En los frentes del norte el sistema de batallones se asentó desde septiembre-octubre de 1936. Tras operar durante los primeros meses en columnas mixtas (en tanto a que eran columnas compuestas por milicianos diferentes ideologías a veces dirigidos por un militar republicano), se crearon batallones separados por ideología. Este fue el caso de Asturias en donde se crearon los siguientes batallones en octubre: 
- CNT n.º 1. Al mando de Miguélez.
- CNT n.º 2. Al mando de Onofre García Tirador. Con base en Villaviciosa.
- CNT n.º 3. Al mando de Víctor Álvarez.
- CNT n.º 4. Al mando de Celestino Fernández.
- CNT n.º 5. Al mando de Higinio Carrocera.
- CNT n.º 6. Al mando de Faustino Rodríguez.
- CNT n.º 7. Al mando de Mario Cuesta.
- CNT n.º 8. De las Juventudes Libertarias. A cargo estaba Marcelino Álvarez.
- CNT n.º 9. Al mando de José García.
- Batallón Galicia. Compuesto por huidos gallegos de la CNT. Con bases en Avilés y Colloto. A cargo estaba José Penido Iglesias.

Las milicias asturianas tenían en septiembre alrededor de 10 000 milicianos. Un tercio, aproximadamente, anarquistas. Sin embargo cuando se reclutaron las quintas y se crearon los batallones, a la CNT le correspondieron muchos menos mandos de los que le tocarían por número. Sería una tónica en toda la guerra. Muchas veces por rechazo al militarismo los anarquistas renunciaban a tomar el control de batallones, dejando vía libre a que se les impusieran mandos republicanos o comunistas. De los 52 batallones asturianos (31.000 combatientes), la CNT tiene 9, y el Partido Sindicalista 1 (que estaba compuesto por militantes de la CNT que simpatizaban con ese partido). En febrero de 1937 se añadirían 22 batallones más (hasta completar 75) a las fuerzas asturianas. 
En el País Vasco la CNT fue siempre una fuerza minoritaria. Pero al igual que sucedió en Madrid tuvieron un crecimiento espectacular a raíz de la guerra. A pesar de contar con menos de 3.000 afiliados en mayo de 1936, en muy pocos meses tiene 35.000 afiliados y a finales de 1936 movilizaba a unos 6.000 milicianos. Tuvo los siguientes batallones: 
- Batallón Isaac Puente. Nº11 de las milicias vascas. Al mando de Enrique Araujo.
- Batallón Sacco-Vanzetti. Nº12 de las milicias vascas. Al mando de Juan Rivera.
- Batallón Bakunin. Nº65 de las milicias vascas. Al mando de Luciano Mateos.
- Batallón Celta. Nº30 de milicias vascas. Al mando de Manuel Mata.
- Batallón Durruti. Nº51 de milicias vascas. Al mando de Roberto Lago.
- Batallón Malatesta. Nº36 de milicias vascas. Al mando de Jesús Eskauriaza.
- Batallón Internacional. Batallón de reserva compuesto por la mitad de anarquistas y la mitad de milicianos de otras ideologías.
- Batallón 1.º de Ingenieros Manuel Andrés. Batallón de ingenieros.

En Santander las fuerzas de la CNT se solían encuadrar en los batallones mixtos. No obstante se formaron también algunos batallones cenetistas como el batallón Libertad y el batallón CNT-FAI. La mayoría de los anarquistas, curiosamente, estaban afiliados a los sindicatos de la UGT.

## Milicianas

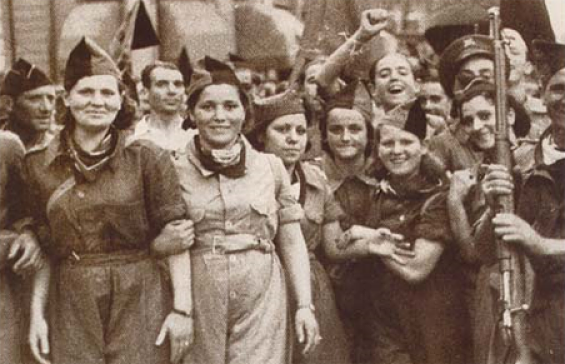
Milicianas anarquistas durante la Revolución social española de 1936.

La aparición de las milicianas es fruto de la situación revolucionaria en que se vio envuelta la zona republicana durante los comienzos de la guerra civil. Durante los primeros días las organizaciones anarcosindicalistas, socialistas y comunistas llamaron a las armas a todo aquel que pudiera, y quisiera, empuñarlas. Entre los voluntarios había no pocas mujeres. Desde los primeros días de la Guerra Civil, el periódico Frente Libertario emprendió una campaña para el alistamiento de la mujer en las milicias obreras. 
Las primeras combatientes que vistieron el mono azul, uniforme de las milicias obreras, el gorro cuartelero con borla roja, y mosquetón al hombro, o pistola al cinto, fueron las mujeres anarcosindicalistas, secundadas pronto por las socialistas y las comunistas, aunque estos últimos no fueran partidarios de la incorporación de la mujer a la lucha armada. En un clima de indescriptible exaltación, se organizaron en milicias populares y salieron para los distintos frentes de guerra. Entre ellos en la Columna Aguiluchos, organizada por la FAI y por las Juventudes Libertarias participaron hasta 200 mujeres, que fue la columna o unidad republicana que más mujeres tuvo, con diferencia. Mujeres Libres, organización anarquista de mujeres no organizó ninguna unidad, aunque estaba claro que apoyaba el esfuerzo de las milicianas. 
Generalmente eran jóvenes obreras de fábricas, talleres, tiendas, oficinas, empleadas de hogar, estudiantes, que abandonaban sus puestos de trabajo para alistarse. La mayoría eran adolescentes, como Victoria López Práxedes, de dieciséis años, que murió combatiendo en el sector de Talavera. Y Lolita Maiquez, de la misma edad, inmortalizada en la Crónica General de la Guerra Civil. Pero también se sumaron viejas militantes, como Libertad Ródenas, de cincuenta y cuatro años, incorporada en la Columna Durruti que salió hacia el frente de Aragón. Venían por lo general de un entorno militante revolucionario, con familia directa en las milicias (padres, hermanos, marido). También hubo internacionales como Mary Low, Simone Weil, Clara Thälman, Mika Etchevére, fueron otras mujeres, que participaron en la guerra como milicianas. 
Del asombro popular que causa la mujer defendiendo su libertad y la de la colectividad, surgen los batallones con nombres legendarios: Mariana de Pineda, Aida Lafuente, Lina Odena, Rosa Luxemburgo, Pasionaria, Margarita Nelken... 
Pero no todos aprobaban la movilización de la mujer en los frentes, al considerar que invadía un campo acotado. Su misión, como dijo Indalecio Prieto, estaba en los hospitales, las cocinas, las fábricas. Se puso en entredicho el papel de la mujer en la guerra, con las viejas consignas difamatorias recurrentes y discriminatorias de siempre. Largo Caballero, a fines del otoño de 1936, sostuvo la campaña de descrédito firmando unos decretos militares que ordenaban a las milicianas dejar las trincheras y pasar al trabajo de la retaguardia. La mujer asumirá la dirección de fábricas, de hospitales, escuelas, refugios, colonias para niños, su evacuación al extranjero, conducirá tranvías y ambulancias. Asumirá también las labores del campo, de valor esencial en aquellas circunstancias. Es evidente que sin la buena coordinación de este frente de retaguardia no se hubiesen podido sostener los frentes bélicos.

## Los "tiznaos"
Ante la escasez de medios y materiales para el combate, se recurrió a proteger con planchas de acero de diferentes grosores algunos vehículos pesados como camiones, autobuses o maquinaría agrícola que empezaron a ser conocidos informalmente como "tiznaos" por sus dispares colores de camuflaje. El blindaje de estos vehículos acorazados improvisados no solía ser muy eficaz pues las planchas de acero estaban desigualmente unidas, o no tenían el grosor suficiente, al extremo que en algunas pocas ocasiones los "tiznaos" incluían colchones como medida de protección. Sucedía también que a veces, al querer instalar a los vehículos planchas de un mayor grosor para aumentar la protección, se perjudicaba la maniobrabilidad y la velocidad del vehículo. Debido a las deficiencias en blindaje o manejo, los "tiznaos" más improvisados eran puestos fuera de combate rápidamente. Aquellos que habían sido construidos con más cuidado y contando con mejores medios técnicos duraban más, llegando algunos a sobrevivir a los tres años de la guerra.
Era común que los "tiznaos" estuviesen llenos de pintadas con el nombre de la columna a la que pertenecían y las siglas de algún partido, sindicato, u organización obrera a la cual se adherían los milicianos que los usaban.

## El papel en la guerra

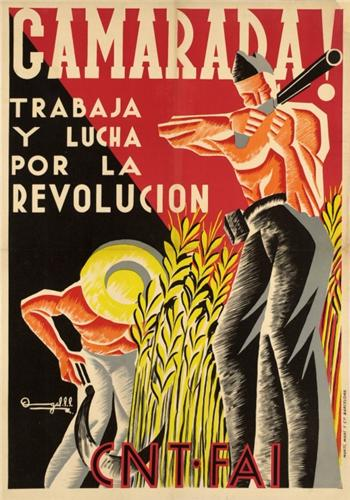
Cartel propagandístico de la CNT-FAI (1936) apelando a la participación de las milicias en la guerra.

Michael Alpert en su libro El Ejército Popular de la República, 1936-1939 afirma que la organización miliciana confederal en Madrid no tenía nada que envidiar al Quinto Regimiento, y mucho menos en las acciones bélicas. Las diferencias eran sobre todo ideológicas. La ideología determinaba política, y ésta hacía que las fuerzas comunistas tuvieran un papel mucho más conocido -difundido por la propaganda- que las fuerzas anarquistas. Pronto la política del Partido Comunista hizo que desde la prensa republicana llovieran críticas contra el papel que estaban jugando las milicias en los frentes de guerra. 

Emblema del Quinto Regimiento.

Y sin embargo, las milicias populares (no sólo las de la CNT) salvaron la República entre julio y septiembre de 1936. Esta afirmación se basa en que lograron derrotar la sublevación en numerosas capitales peninsulares como Barcelona, Madrid, Valencia, Bilbao, Gijón... y que desde estas ciudades se organizaron las milicias que liberarían Guadalajara, Cuenca, Albacete o Toledo. Intentaron liberar sin éxito Córdoba, Granada, Oviedo o Zaragoza creando, a pesar de su fracaso, frentes estables. Sin las milicias no hubiera habido guerra civil, sino un golpe de Estado triunfante en unos días. Es notorio referenciar que el ejército se había sublevado casi totalmente contra la República. Y que si quedaban no pocas tropas del lado republicano en muchas ocasiones lo hacían sin convicción, por pura casualidad o por miedo a rebelarse. Las tropas estaban a merced de la voluntad de oficiales que simpatizaban con el enemigo. 
Los milicianos eran obreros y campesinos que muchas veces empuñaban las armas por primera vez. Carecían de experiencia militar de cualquier tipo, cosa que equilibraban con una alta moral de victoria, basada en sus convicciones revolucionarias. Eran acusados de ser malos soldados, pero lo mismo se les podría haber dicho a las tropas reclutadas por la Falange en Castilla o algunas tropas de Requetés. Por supuesto, lo mismo puede afirmarse de las milicias organizadas por los socialistas o los comunistas. Lo único que marcaba la diferencia era la calidad del armamento y del mando. Y en estas cuestiones las milicias anarquistas siempre padecieron una penuria crónica y un boicot casi total por parte de quienes controlaban los suministros de armas. 
En el bando franquista la cuestión de la inexperiencia de los voluntarios se resolvió encuadrando a las tropas de la falange, o a los guardias civiles en unidades secundarias, llevando el peso las tropas legionarias o regulares que eran soldados experimentados y comandados por militares profesionales, con experiencia en situaciones de guerra. Sin embargo la República no podía contar con un ejército experimentado, ya que ni siquiera podía confiar en sus oficiales. La experiencia de guerra tuvo que hacerse prácticamente desde cero. 
Los milicianos tardaron varios meses en ganar la experiencia suficiente para enfrentarse al enemigo. Lo cierto es que se nota una evolución desde el comienzo de la guerra en que cayeron varios batallones (por ejemplo el batallón Alcoy en Córdoba o el batallón internacional Malatesta en el frente de Huesca) por bombardeos aéreos en agosto de 1936, hasta la época de las batallas en torno a Madrid en el invierno del 36, en las que los milicianos ya no retrocedían ante los ataques enemigos. 
Los milicianos (y los primeros soldados, que muchos de ellos habían sido milicianos antes, por cierto) consiguieron contrarrestar y detener al ejército mejor preparado de la contienda, el Ejército de África. Los Regulares y los legionarios no tuvieron rival en España hasta llegar a Madrid. Y entonces fueron frenados a costa de numerosas bajas. Se hablan de que para el 1 de noviembre los milicianos habían sufrido nada menos que 35.000 bajas. Los milicianos de Cipriano Mera, reconvertido de albañil en comandante de la 14 División frenaron en enero de 1937 en la batalla de Guadalajara a las tropas italianas que se les suponía experimentados soldados.
Probablemente los frentes peor guarnecidos por los milicianos fueron los de Andalucía, en los que eran frecuentes las espantadas ante los bombardeos. En el frente de Extremadura, por los valles del Guadiana y del Tajo, los milicianos cuando eran copados, es decir, que el enemigo había tomado sus flancos y que los estaba rodeando, salían corriendo. En esta situación abandonaban sus fusiles, ametralladoras e incluso cañones, cosa que lamentarían más adelante. Málaga cayó sin haber podido organizar ninguna resistencia con garantías. Ante el predominio anarquista en la ciudad el gobierno central de Largo Caballero optó por ignorarla y marginarla del reparto de armamento, cosa que provocaría su caída en febrero de 1937. 
Los milicianos, y los líderes de ambos bandos, esperaban un conflicto rápido. No habían contado con que los acontecimientos darían lugar a una guerra de 3 años.

## Guerra y revolución

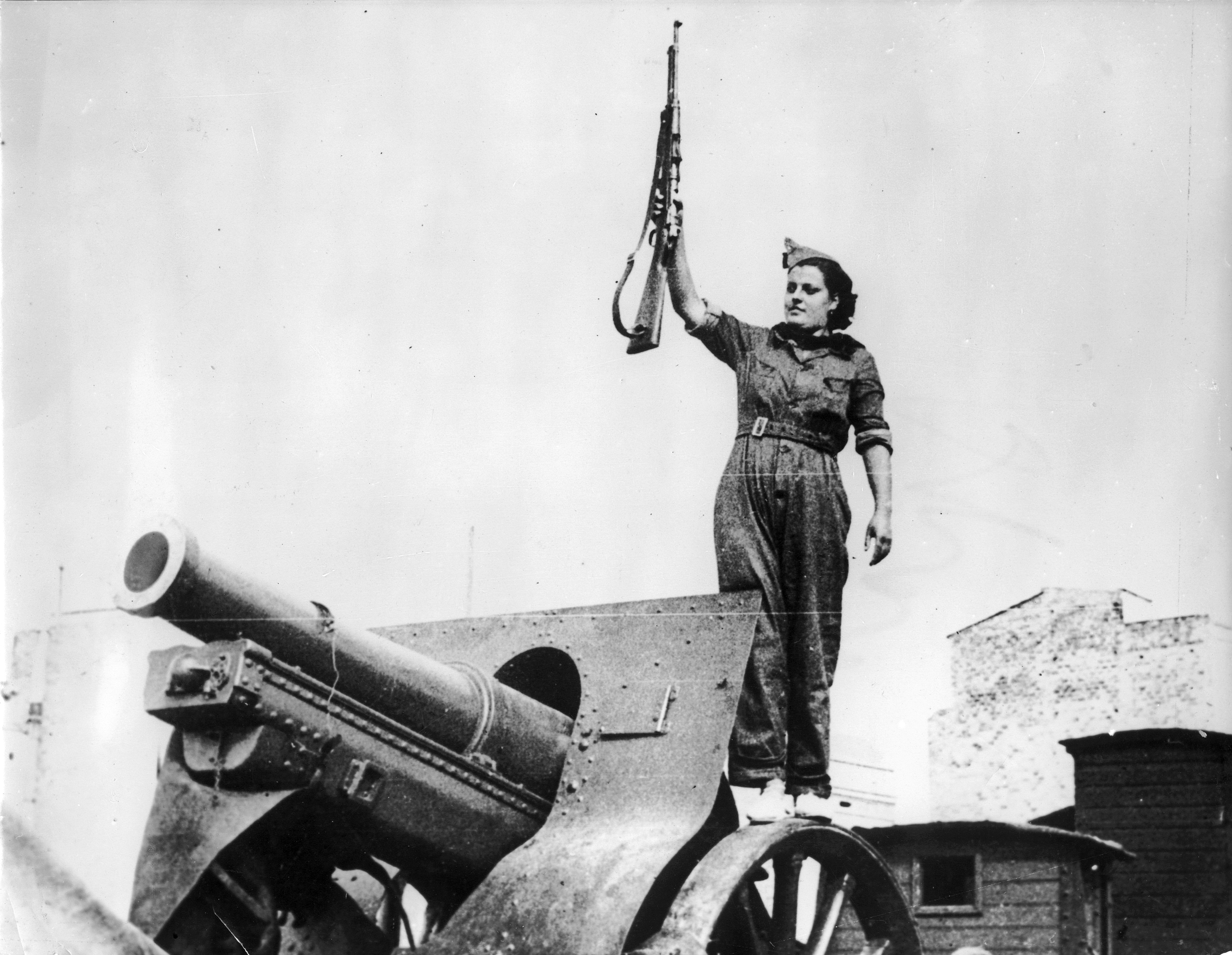
Miliciana posa con un rifle sobre un cañón en Barcelona, 1936. Tras la revolución social española de 1936, se reivindicó la incorporación de las mujeres en el entorno militar.

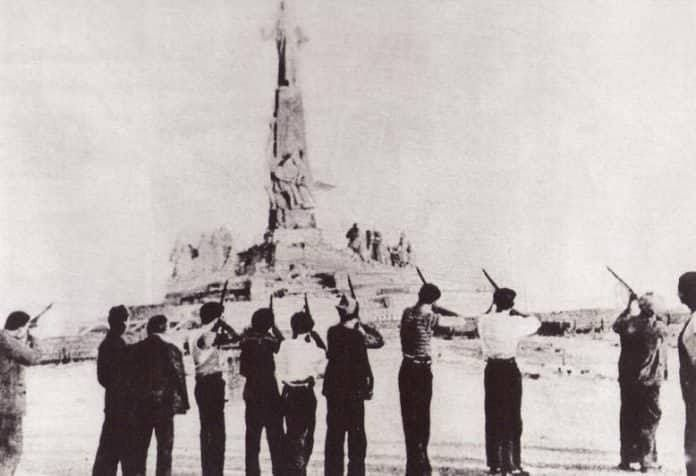
Milicianos fusilando la estatua del Sagrado Corazón, en el Cerro de los Ángeles (Madrid), el 28 de julio de 1936. Este monumento se encuentra en el centro geográfico de la Península Ibérica, por lo que esta ejecución simbólica pretendía representar el fin del catolicismo en España.

Al hablar de Revolución lo primero que viene a la cabeza es la estampa del miliciano con un pañuelo rojo o rojinegro al cuello, y un mono azul, empuñando un fusil. Sin embargo la revolución auténtica sucedía en la retaguardia. La economía del país quedó controlada por los sindicatos (CNT y UGT). Se crearon colectividades agrarias, se socializó la industria. Hubo una reforma educativa que fue la más profunda de la historia hasta entonces. Los precios de los alquileres se regularon o se abolieron. En muchos lugares hasta se abolió la moneda. También supuso una revolución dentro de la revolución la aparición de Mujeres Libres, una organización de mujeres anarquistas que supuso en la práctica la irrupción de la mujer en la esfera político-social de la guerra. 
Para la CNT, la FAI y el POUM, y al contrario que el PCE, el PSUC, el PSOE y otras fuerzas republicanas, la guerra y la revolución eran inseparables, como se puede comprobar en estas palabras de Buenaventura Durruti: 

¿Habéis organizado ya vuestra colectividad? No esperéis más. ¡Ocupad las tierras! Organizaos de manera que no haya jefes ni parásitos entre vosotros. Si no realizáis eso, es inútil que continuemos hacia adelante. Tenemos que crear un mundo nuevo, diferente al que estamos destruyendo. Si no es así, no vale la pena que la juventud muera en los campos de batalla. Nuestro campo de lucha es la revolución".
Buenaventura Durruti

A tal efecto las milicias ayudaban e impulsaban la formación de colectividades en los pueblos por donde pasaban. En Aragón se formaron 450 colectividades agrícolas que afectaron a 423.000 personas, las cuales estaban integradas en el Consejo de Aragón. Estas colectividades constituyeron una fuente de apoyo en la retaguardia para las milicias, además de que probablemente suponían el máximo acercamiento al ideal de vida anarquista por el que se había luchado en España desde el último tercio de la centuria decimonónica.
Cuando las colectividades aragonesas son disueltas o desorganizadas en agosto de 1937, la producción se hunde. La moral de resistencia que había primado en Aragón se viene abajo de tal manera que el propio gobierno republicano autoriza la reconstrucción de las colectividades un tiempo después. Pero esta vez se hace sin tanto entusiasmo. Cuando los franquistas lanzan su ofensiva del Valle del Ebro (después de la batalla de Teruel) en la primavera de 1938 el frente se viene abajo y los nacionales llegan hasta Lérida y hasta el Mediterráneo. El hundimiento republicano es general y tiene que ver con la persecución de la revolución social en el bando republicano.

## Militarización de las milicias

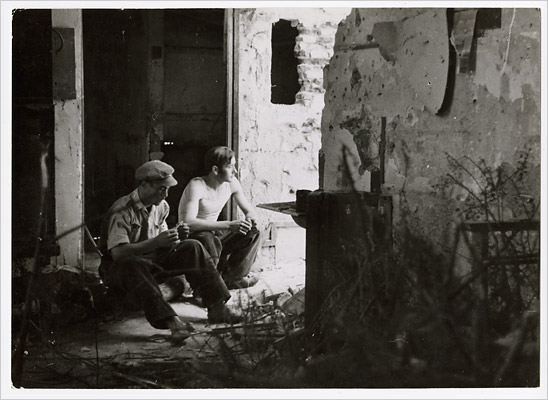
Dinamiteros republicanos en Carabanchel durante el Asedio de Madrid, junio de 1937.

Ya durante la Guerra y hasta nuestros días ha sido un asunto polémico sobre el que se ha debatido acaloradamente, incluso dentro de las propias filas cenetistas. Entre las voces más autorizadas que se alzaron en contra de la militarización y la formación de un ejército tradicional destacó la de Durruti, que en el verano de 1936 afirmó lo siguiente:

«Pienso –y todo cuanto está sucediendo a nuestro alrededor confirma mi pensamiento– que una milicia obrera no puede ser dirigida según las reglas clásicas del Ejército. Considero pues, que la disciplina, la coordinación y la realización de un plan, son cosas indispensables. Pero todo eso no se puede interpretar según los criterios que estaban en uso en el mundo que estamos destruyendo. Tenemos que construir sobre bases nuevas. Según yo, y según mis compañeros, la solidaridad entre los hombres es el mejor incentivo para despertar la responsabilidad individual que sabe aceptar la disciplina como un acto de autodisciplina.

»Se nos impone la guerra, y la lucha que debe regirla difiere de la táctica con que hemos conducido la que acabamos de ganar, pero la finalidad de nuestro combate es el triunfo de la revolución. Esto significa no solamente la victoria sobre el enemigo, sino que ella debe obtenerse por un cambio radical del hombre. Para que ese cambio se opere es preciso que el hombre aprenda a vivir y conducirse como un hombre libre, aprendizaje en el que se desarrollan sus facultades de responsabilidad y de personalidad como dueño de sus propios actos. El obrero en el trabajo no solamente cambia las formas de la materia, sino que también, a través de esa tarea, se modifica a sí mismo. El combatiente no es otra cosa que un obrero utilizando el fusil como instrumento, y sus actos deben tender al mismo fin que el obrero. En la lucha no se puede comportar como un soldado que le mandan, sino como un hombre consciente que conoce la trascendencia de su acto. Ya sé que obtener esto no es fácil, pero también sé que lo que no se obtiene por el razonamiento no se obtiene tampoco por la fuerza. Si nuestro aparato militar de la revolución tiene que sostenerse por el miedo, ocurrirá que no habremos cambiado nada, salvo el color del miedo. Es solamente liberándose del miedo que la sociedad podrá edificarse en la libertad».
Buenaventura Durruti

Cipriano Mera, en cambio, acaba asumiendo una opinión plenamente favorable a la "militarización":

"Todo lo ocurrido me reafirmaba en la idea de que no era posible hacer frente al ejército enemigo si no contábamos con otro ejército igualmente organizado y donde imperase una férrea disciplina. Ya no se trataba de luchas callejeras, en las que el entusiasmo podía suplir la falta de preparación; tampoco era cosa de simples escaramuzas, en las que cada uno podía hacer lo que se le antojara. Se trataba de una guerra, de una verdadera guerra, y por lo tanto era imprescindible organizarse debidamente, con unidades militarizadas, con mandos capaces de planear las operaciones o de hacer a las del enemigo con las ménores pérdidas de hombres y de material posibles. Y, sobre todo, se imponía en todos nosotros el acatamiento de la disciplina. No había otro camino para poder ganar una guerra que se nos había impuesto".

"Siempre creí - y lo he repetido varias veces- que no existía fuerza mayor que la autodisciplina en los hombres libres y que el compromiso adquirido entre todos cuantos se sentían movidos por un ideal era superior a cualquiera otra consideración. Lo vivido me estaba percatando, en plena guerra, que las convicciones, las grandes ideas, pueden inspirar grandes hechos y actos heroicos, orientar toda una vida con una ejemplaridad digna de encomio; mas no era eso suficiente para obtener la cohesión operacional necesaria en los frentes de batalla, para efectuar una coordinación de valores y hacer posible un planteamiento lógico de las leyes inexorables de la guerra, tanto por lo que concierne al ataque como a la defensa. Nuestra improvisación, nuestro libre albedrío, lo habíamos pagado con demasiadas vidas de compañeros, y era de necesidad, para reducir la sangría, cambiar radicalmente en nuestra conducta, ya que no en nuestras ideas"
Cipriano Mera

La organización asamblearia de las milicias causó numerosos problemas, puesto que la indisciplina era frecuente (a veces camuflada de "autodisciplina"), así como los motines y las deserciones. En las batallas más duras, donde los ejércitos sublevados demostraban poseer más y mejores medios, las desbandadas no eran infrecuentes. Situaciones como las anteriores obligaban a los líderes militares a estar atentos de sus soldados, teniendo en no pocos casos que ponerse a la cabeza en los ataques si querían ser seguidos, por lo que muchos de los personajes más capaces cayeron en el frente Argumentos como los anteriores fueron planteados cuando las milicias anarquistas discutían su militarización. 
La militarización de las milicias confederales se llevó a cabo en contra de la voluntad de muchos de sus integrantes desde el otoño de 1936 -con el gobierno de Largo Caballero y su Decreto de militarización de las Milicias Populares, y la aprobación de los miembros de la CNT con carteras gubernamentales-, hasta entrado 1937, periodo en el que no faltaron numerosos conflictos en torno al asunto. Un conocido ejemplo fue el del fundador de la Columna de Hierro, José Pellicer, el cual se opuso a los cenetistas que habían decidido colaborar con el gobierno que decretaba la militarización. Y es que los sucesivos decretos del Gobierno restauraron obligatoriamente la disciplina castrense propia del antiguo Ejército, al tiempo que establecieron organizaciones de logística y suministros bajo criterios militarizados y centralistas. Finalmente, tras la Batalla de Madrid de noviembre de 1936, el Gobierno negaba los servicios de intendencia y municiones a las milicias que se resistieran a la militarización. 
Dentro de las milicias anarquistas tampoco faltaban los partidarios de una militarización, como Cipriano Mera, Miguel García Vivancos o las milicias cenetistas vascas, por ejemplo. Pero eran partidarios de una militarización controlada por la CNT-FAI y no por el gobierno. 
La 4ª Agrupación de la Columna Durruti decidió retirarse del frente de Aragón, llevándose las armas consigo. Fueron la base de los Amigos de Durruti. Además hubo conflictos en la Columna Ascaso. Sin embargo, la tónica fue la de la aceptación de la militarización por las circunstancias en que estaba entrando la guerra. En los frentes del norte, la militarización nunca fue cuestionada, estando las milicias confederales prácticamente militarizadas desde el principio. En el frente del Centro y los de Andalucía y Extremadura, la militarización se impuso sin grandes problemas, excepto en la Columna Maroto, que fue víctima de un complot socialista negrinista y comunista para destruirla, y que provocó bastante resistencia por parte de esta columna. 
Así, las milicias se convirtieron en regimientos o divisiones de un Ejército regular -el llamado Ejército Popular Republicano-, y los milicianos se convirtieron en soldados sujetos a la disciplina militar tradicional. La Revolución estaba en declive. No obstante, hasta el final de la guerra, algunos militantes confederales como Gregorio Jover o Cipriano Mera demostraron grandes cualidades de estratega en la dirección del nuevo Ejército Popular. 
Según un informe del Comité Peninsular de la FAI del 30 de septiembre de 1938 -citado por José Peirats- se asegura que el porcentaje de anarquistas y confederales en el Ejército republicano es del 33% (unos 150.000 soldados de unos 450.000 soldados republicanos). Tenían mandos anarquistas en aquellos momentos las siguientes divisiones: 16, 24, 26, 54, 25, 5, 77, 70, 98, 20, 71, 28 y 63. Además tenían el mando de 2 cuerpos de ejército. A pesar de parecer cifras importantes, en realidad se trataba de una clara infrarrepresentación en el ejército republicano de los anarquistas.
Sin embargo, Michael Alpert asegura que tener un porcentaje determinado de soldados no quiere decir que sea necesario tener el mismo porcentaje de oficiales. En todo caso, los comunistas habían ascendido mucho en el ejército, llegando a mandar numerosas unidades anarquistas, que en no pocas ocasiones fueron utilizadas como carne de cañón. Pero tampoco los comunistas pudieron controlar del todo el ejército. Los militares profesionales formaron una casta más o menos independiente, que impidió el ascenso de los comunistas a los puestos de mando. Esto se tradujo, al final de la guerra, en el Golpe de Casado, donde los militares profesionales, aliándose con la CNT del Centro y los socialistas derrotaron a los comunistas sin mucho esfuerzo, aunque éstos tenían numerosas divisiones bajo su mando.

## Las milicias en el arte

### Cine
- Sierra de Teruel (La esperanza o L'Espoir, de André Malraux, que también escribió una novela con ese mismo título).
- Frente de Madrid (Edgar Neville, 1939), adaptación de la novela homónima del mismo autor[22][23]
- Las bicicletas son para el verano de Jaime Chávarri, 1984 adaptación de la obra de Fernando Fernán Gómez.
- La vaquilla (Luis García Berlanga, 1985)
- Tierra y libertad (Ken Loach, 1995)
- Libertarias (Vicente Aranda, 1996)
- La mujer del anarquista (Marie Noelle, Peter Sehr, 2009)

### Fotografía
- Robert Capa, autor, entre muchas otras, de la polémica instantánea Muerte del miliciano (identificado como Federico Borrell, pero que podría ser otro de los muertos en Cerro Muriano el 5 de septiembre de 1936), convertida en icono del siglo XX.[24]